# 1-я болгарская армия

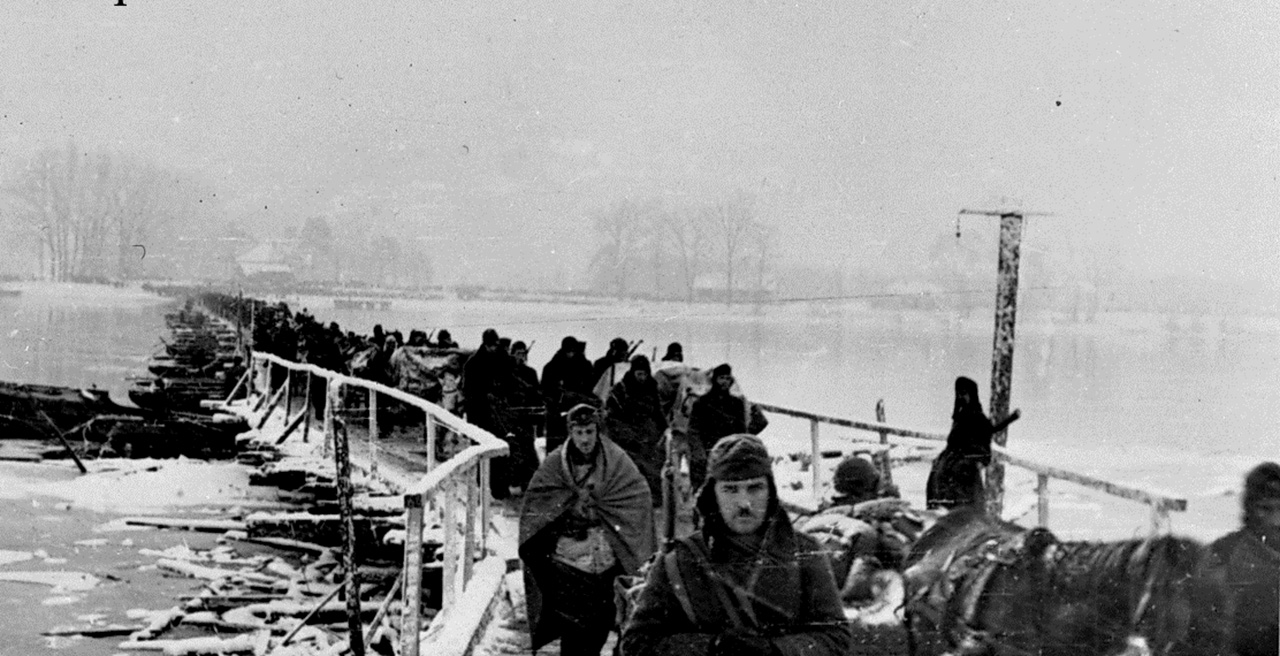
солдаты 1-й болгарской армии переправляются через Дунай (январь 1945)

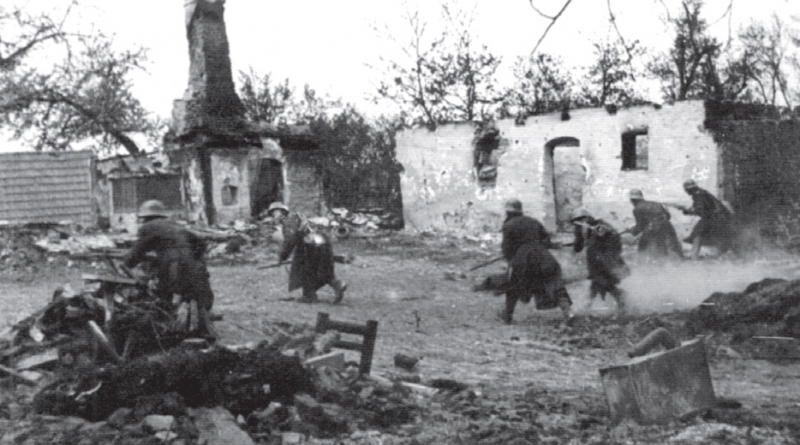
солдаты 1-й болгарской армии идут в атаку (12 марта 1945)

1-я болгарская армия (болг. Първа българска армия) — общевойсковое формирование (объединение, армия) вооружённых сил Болгарии, сформированное в ноябре 1944 года и принимавшее участие в боевых действиях Второй мировой войны.

## Боевой путь
Армия находилась в оперативном подчинении 3-го Украинского фронта, при штабе армии действовала оперативная группа советских офицеров (которую возглавлял сначала подполковник Н. И. Горшков, а с 9 января 1945 года — генерал-лейтенант А. В. Благодатов), при штабе фронта — группа офицеров главного командования Болгарской Народной Армии, которую возглавлял генерал-майор Асен Крыстев.
Командующим армией был назначен генерал-лейтенант Владимир Стойчев, на должность помощника командующего армии и члена Военного совета армии 22 сентября 1944 года был назначен Штерю Атанасов.
8 октября 1944 года началась Страцинско-Кумановская операция.
10 октября 1944 года в состав армии был включён парашютно-десантный батальон.
Для повышения боевой эффективности болгарских войск, в ноябре — декабре 1944 года 1-я болгарская армия получила со складов РККА 200 шт. лёгких пулемётов.
В середине декабря 1944 года 1-я болгарская армия была сосредоточена в районе Нови-Сад — Сомбор на левом берегу Дуная, с 19 до 21 декабря 1944 года её основные силы были переправлены на правый берег реки и сменили части 68-го стрелкового корпуса на вуковарском направлении.
В это же время командование 1-й болгарской армии и 2-й бригады речных катеров советской Дунайской военной флотилии разработали план совместных действий на приречном правом фланге. 2-я бригада должна была оказать артиллерийскую поддержку правому флангу 1-й болгарской армии в прорыве обороны противника у Сотина и ликвидации его прибрежных опорных пунктов на участке от Сотина до устья реки Дравы. В сформированный командиром 2-й бригады отряд артиллерийской поддержки (командиром которого стал ст. лейтенант Ю. Н. Калагуров) вошли семь бронекатеров и три миномётных катера. К артиллерийской поддержке 1-й болгарской армии привлекли также артиллерию Берегового отряда сопровождения Дунайской флотилии. К 24 часам 21 декабря 1944 года бронекатера и миномётные катера заняли огневые позиции, а в боевых порядках 1-й болгарской армии были развёрнуты корректировочные посты.
22 декабря 1944 года, в 11:00 1-я болгарская армия перешла в наступление, имея задачу прорвать оборону противника на участке Сотин — Шид, овладеть Грабово, а затем развивать наступление на Вуковар и Оснек. Правофланговые части 1-й болгарской армии при поддержке артиллерии советской Дунайской военной флотилии в первые же часы прорвали передний край обороны врага на участке Сотин, Грабово, овладели посёлком Барак и южной окраиной Грабово, ворвались в первые траншеи частей, оборонявших непосредственно Сотин. Однако в дальнейшем противник сосредоточил перед фронтом 1-й болгарской армии значительные силы и упорными контратаками пехоты, поддерживаемой танками и САУ, не допустил дальнейшего прорыва болгарских войск на вуковарском направлении. Подбросив резервы, с 23 до 29 декабря 1944 противник предпринимал попытки прорвать оборону болгарских войск на отдельных участках фронта.
С начала 1945 года 3-й Украинский фронт обеспечивал снабжение 1-й болгарской армии вещевым имуществом и продовольствием. Так, 29 января 1945 года фронт передал 1-й болгарской армии 33 трофейных немецких пулемёта MG-42 и 950 000 шт. патронов к ним.
17 февраля 1945 года Ставка ВГК отдала 2-му и 3-му Украинским фронтам директивы на подготовку Венской наступательной операции, 1-я болгарская армия получила задачу обеспечить операцию фронта с юга, действуя вдоль северного берега Дравы. Начало наступления было намечено на 15 марта 1945 года. Однако в следующие дни советская разведка обнаружила, что юго-западнее Будапешта в районе озера Балатон сосредоточена очень крупная группировка немецких сил и средств, в том числе танки, и Ставка приказала фронту создать глубокую оборону.
В ночь на 6 марта 1945 перешли в наступление войска немецкой группы армий «Е», имевшей в своём составе 8 дивизий и 2 бригады. Они форсировали реку Драва в районах Драва Саболч и севернее Валпово, потеснили оборонявшиеся здесь части 3-й и 11-й пехотных дивизий 1-й болгарской армии и части 3-й армии НОАЮ и захватили два плацдарма на левом берегу реки. Для усиления обороны на этом участке из резерва фронта был выдвинут 133-й стрелковый корпус, получивший приказ с утра 8 марта 1945 года перейти в решительное наступление и во взаимодействии с 3-й пехотной дивизией болгар окружить и уничтожить противника в районе Драва Саболч, Чехи, Жюхес, Гордиша, отрезать пути отхода противника к реке Драва, а затем выйти на её левый берег севернее Долни-Михольянц.
7 марта 1945 года командование 3-й болгарской пехотной дивизии сообщило, что на плацдарме в районе Драва Саболч у противника уже имеются 297-я пехотная дивизия и часть сил 104-й лёгкой пехотной дивизии.
В ночь на 8 марта 1945 немцы переправили на плацдарм севернее Долни-Михольянца дополнительные части 104-й лёгкой пехотной дивизии, после чего, оттеснив подразделения 24-го болгарского пехотного полка, захватили населённые пункты Гордиша и Матть.
Днём 8 марта 1945 года 3-я болгарская пехотная дивизия, болгарский танковый батальон и 1-й батальон 715-го полка 122-й стрелковой дивизии РККА атаковали Драва Саболч и преодолев сопротивление противника, заняли северную окраину города.
В ночь на 9 марта 1945 немцы переправили на плацдарм ещё один полк 104-й лёгкой пехотной дивизии и утром 9 марта перешли в контратаку, чтобы восстановить утраченное положение. В течение 9, 10 и 11 марта по всему периметру плацдарма шли ожесточённые бои.
11 марта 1945 в район плацдарма подошла 16-я болгарская пехотная дивизия (переданная в оперативное подчинение командиру 133-го стрелкового корпуса РККА). В ночь на 12 марта она сменила части 3-й болгарской пехотной дивизии перед деревнями Чехи и Драва Палконья и с утра того же дня двумя полками перешла в наступление. На следующий день она была усилена 1891-м советским полком самоходных орудий.
В течение 14 и 15 марта 1945 части 84-й стрелковой дивизии РККА в основном завершили разгром противника на участке к востоку от Драва Саболч, а 122-я стрелковая дивизия и взаимодействующие с ней части 16-й болгарской дивизии полностью овладели Драва Саболч и переместили свои действия к западу от него. К исходу 18 марта 1945 года совместными усилиями советских и болгарских войск гитлеровцы на всей территории плацдарма были разгромлены.
После окончания боёв на плацдарме, 16-я болгарская пехотная дивизия перешла в наступление и нанесла удар из района урочище Троянски Рид вдоль северного берега реки Драва.
В дальнейшем, в марте-апреле 1945 года, в составе 3-го Украинского фронта, 1-я болгарская армия участвовала в Венской наступательной операции. 31 марта 1945 года болгарские подразделения с боем заняли город Чурго (расположенный южнее озера Балатон), участвовали в освобождении городов Чаковец, Марибор и Дравоград, а в апреле-мае 1945 года — в Грацско-Амштеттенской наступательной операции.
В общей сложности, до конца апреля 1945 года 1-я болгарская армия получила от СССР 762 ручных пулемёта ДП, 562 станковых пулемёта «Максим» обр.1910/30 гг. и 24 пулемёта ДШК.
После окончания войны, в ходе демобилизации и возвращения вооружённых сил Болгарии в режим мирного времени, 1-я армия была расформирована в 1945 году.

## Память

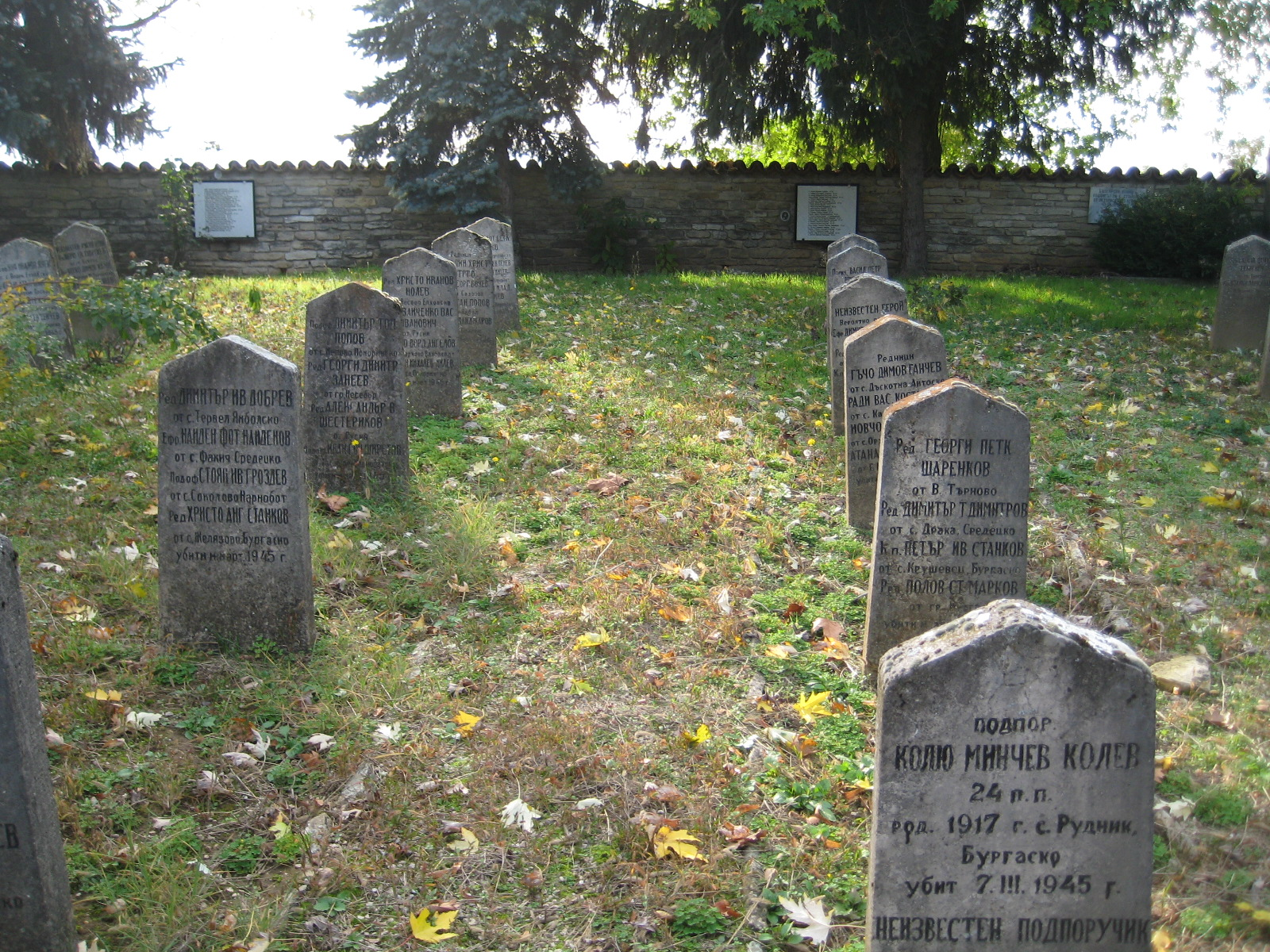
воинское кладбище 1-й болгарской армии северо-западнее города Харкань (октябрь 2013)

Погибшие в ходе войны военнослужащие 1-й болгарской армии захоронены на нескольких воинских кладбищах на территории трёх медье Венгрии (Баранья, Зала и Шомодь).
В 1967 году между правительствами Болгарии и Венгрии было подписано соглашение, в соответствии с которым в замке Шиклош на территории Венгрии был открыт Музей Первой болгарской армии (Музей на Първа българска армия). В 1989 году музей был закрыт.